# نوومیخایلوفکا (شهرستان لوکتفسکی، سرزمین آلتای)
نوومیخایلوفکا (به لاتین: Novomikhaylovka) یک منطقهٔ مسکونی در روسیه است که در سرزمین آلتای واقع شده‌است.